# Amphipyra apyra
Amphipyra apyra là một loài bướm đêm trong họ Noctuidae.